# Видојко Јовић
Видојко Јовић (Пирот, 2. септембар 1956 — Београд, 8. септембар 2024) био је српски геолог, редовни професор Рударско-геолошког факултета Универзитета у Београду и редовни члан Српске академије наука и уметности од 2009. године.

## Биографија
Дипломирао је 1980. године на Рударско-геолошком факултету у Београду, на одсеку геологија (смер петрологија), где је и магистрирао 1983, да би већ 1985. био изабран у звање асистента. Докторирао је 1990. године, а за ужу специјализацију је одабрао геохемију. Године 1997. изабран је за ванредног професора Рударско-геолошког факултета, да би 2003. постао редовни професор. Исте године је изабран за дописног члана САНУ, а 2009. је постао најмлађи редовни члан Академије.
Преминуо је 8. септембра 2024. године у Београду.